# Ethan Horvath
Ethan Shea Horvath (Highlands Ranch, Condado de Douglas, 9 de junio de 1995) es un futbolista estadounidense. Juega como guardameta y su equipo es el Cardiff City F. C. de la League One.

## Trayectoria

### Inicios
Horvath nació y creció en Highlands Ranch, Colorado. Su padre es natural de Hungría, por lo cual tiene pasaporte húngaro. Jugó al fútbol desde temprana edad para el Real Colorado.
Estuvo a prueba un par de semanas con el Manchester City y dos meses con el Stoke City inglés, hasta cumplir los 18 y poder firmar su contrato con el club noruego Molde FK.

### Molde FK
Firmó su primer contrato profesional en 2013, fichando por el club noruego Molde FK. Hizo su debut oficial el 16 de mayo del 2015, reemplazando a Ørjan Nyland en el minuto 55 de un partido de la Eliteserien. Fue campeón de la Copa Noruega 2013. En sus primeros años fue habitual suplente del noruego Ørjan Nyland, también compartió camerino con su compatriota Joshua Gatt. Además fue campeón del Tippeligaen 2014.
El 28 de julio de 2015 debutó como titular en competiciones europeas, ayudando a su equipo a llevarse un empate 1-1 ante el Dínamo de Zagreb en la fase preliminar de la Liga de Campeones de la UEFA.

## Selección nacional

### Selecciones juveniles
En 2014, Horvath fue parte de la selección de fútbol sub-20 de Estados Unidos. Hizo su debut el 12 de noviembre de ese año. En 2015, fue incluido en la lista de 21 jugadores que representarían a los Estados Unidos en la Copa Mundial de Fútbol en Nueva Zelanda. No obstante, su club no accedió a liberarlo para el torneo y fue reemplazado por Thomas Olsen.
El 18 de septiembre de 2015, Horvath fue incluido en la lista oficial de 23 jugadores que disputaron el Torneo Preolímpico de la Concacaf con miras a los Juegos Olímpicos de Río de Janeiro de 2016.

### Selección absoluta
El 21 de mayo de 2016 fue incluido en la lista final de 23 jugadores que disputarían la Copa América Centenario en los Estados Unidos. Esta era la primera ocasión en que Horvath era convocado a un torneo oficial.

### Participaciones en la Copa América
| Copa                           | Sede           | Resultado    |
| ------------------------------ | -------------- | ------------ |
| Copa América Centenario (2016) | Estados Unidos | Cuarto lugar |
| Copa América 2024              | Estados Unidos | Primera fase |

## Clubes
| Club                      | País       | Año       |
| ------------------------- | ---------- | --------- |
| Molde FK                  | Noruega    | 2013-2016 |
| Club Brujas               | Bélgica    | 2017-2021 |
| Nottingham Forest F. C.   | Inglaterra | 2021-2024 |
| Luton Town F. C. (cedido) | Inglaterra | 2022-2023 |
| Cardiff City F. C.        | Gales      | 2024-     |

## Palmarés

### Títulos nacionales
| Título               | Club        | País    | Año     |
| -------------------- | ----------- | ------- | ------- |
| Copa de Noruega      | Molde FK    | Noruega | 2013    |
| Tippeligaen          | Molde FK    | Noruega | 2014    |
| Copa de Noruega      | Molde FK    | Noruega | 2014    |
| Pro League           | Club Brujas | Bélgica | 2017-18 |
| Supercopa de Bélgica | Club Brujas | Bélgica | 2018    |
| Pro League           | Club Brujas | Bélgica | 2019-20 |
| Pro League           | Club Brujas | Bélgica | 2020-21 |

### Títulos internacionales
| Título                          | Club (*)       | Sede           | Año  |
| ------------------------------- | -------------- | -------------- | ---- |
| Liga de Naciones de la Concacaf | Estados Unidos | Estados Unidos | 2020 |
| Liga de Naciones de la Concacaf | Estados Unidos | Estados Unidos | 2024 |

(*) Incluyendo la selección.